# Ершир
Ершир (енгл. Ayrshire) град је у америчкој савезној држави Ајова. По попису становништва из 2010. у њему је живело 143 становника.

## Демографија
Према попису становништва из 2010. у граду је живело 143 становника, што је -59 (-29.2%) становника више него 2000. године.
| Група             | 2000.        | 2010.        |
| Белци             | 202 (100.0%) | 143 (100.0%) |
| Афроамериканци    | 0 (0,0%)     | 0 (0,0%)     |
| Азијати           | 0 (0,0%)     | 0 (0,0%)     |
| Хиспаноамериканци | 0 (0,0%)     | 0 (0,0%)     |
| Укупно            | 202          | 143          |